# Dundas (West-Australië)
Dundas is een verlaten plaatsje in het zuidoosten van West-Australië, 22 kilometer ten zuiden van Norseman en 180 kilometer ten noorden van Esperance. Het ligt aan de westoever van het Dundasmeer. 
In 1892 vonden Mawson en Kirkpatrick goud in het zuiden van het goudveld en noemden het "May Bell". Vervolgens vonden Bromley, Mawson en Desjarlis een rijke uitloper goud en noemden het de "Great Dundas". In 1893 werd uiteindelijk Dundas Field officieel in het leven geroepen. Het dorp werd gesticht nadat nog twee uitlopers werden gevonden die geregistreerd werden onder de naam "Scotia".
Dundas werd genoemd naar de heuvels waarvan het zuidelijk ligt: Dundas Hills. Die werden dan weer door landmeter-generaal J.S. Roe genoemd naar kapitein Dundas van het Royal Navy schip H M S Tagus. De oorspronkelijke aboriginesbenaming voor het gebied is  "Nucaniu" of "Neucaniu".
In 1898 had Dundas 99 inwoners, 75 mannen en 12 vrouwen. 
Verdere goudvondsten ten noorden van Dundas leidden tot de stichting van Norseman dat door de rijkere vondsten snel groter werd dan Dundas.
De volkstelling van 2016 geeft aan dat er niemand meer in Dundas woont.

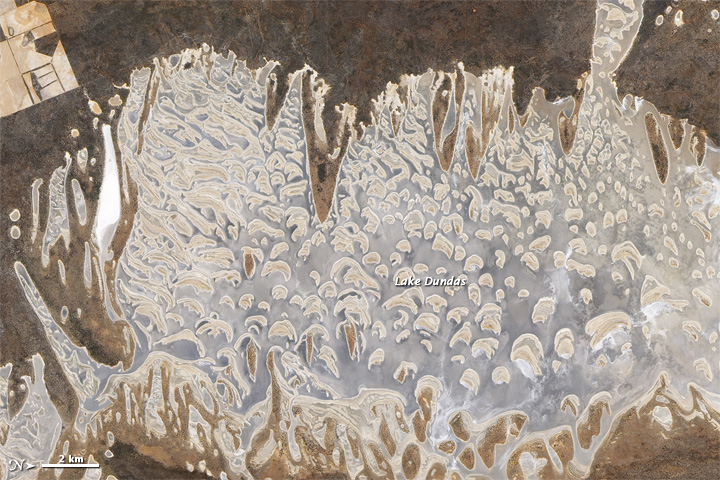
Lake Dundas WA NASA Earth Observatory

Agnew · Balagundi · Balgarri · Bardoc · Beria · Black Flag · Bonnie Vale · Boorara · Boulder · Broad Arrow · Buldania · Bullabulling · Bulong · Burbanks · Burtville · Callion · Cascade · Comet Vale · Condingup · Coolgardie · Coonana · Cosmo Newbery · Cundeelee · Dalyup · Davyhurst · Duketon · Dundas · Dunnsville · Esperance · Eucla · Eulaminna · Euro · Feysville · Forrest · Gibson · Gindalbie · Golden Ridge · Goongarrie · Grass Patch · Gudarra · Gwalia · Higginsville · Hopetoun · Israelite Bay · Jerdacuttup · Kalgoorlie · Kambalda · Kambalda West · Kanowna · Kathleen · Kintore · Kookynie · Kurnalpi · Kunanalling · Kundana · Kurrajong · Kurrawang · Lakewood · Laverton · Lawlers · Leinster · Leonara · Linden · Londonderry · Loongana · Malcolm · Menzies · Mertondale · Mount Burges · Mount Ida · Mount Margaret · Mount Morgans · Mulgarrie · Mulwarrie · Mulline · Mungari · Munglinup · Murrin Murrin · Niagara · Norseman · Ora Banda · Princess Royal · Ravensthorpe · Rawlinna · Salmon Gums · Scaddan · Sir Samuel · Tampa · Vivien · Warburton · Waverley · Widgiemooltha · Windanya · Wingellina · Woodarra · Yarri · Yerilla · Yunndaga · Yundamindera · Zanthus